# Radu Câmpeanu
Radu-Anton Câmpeanu (n. 28 februarie 1922, Răzvad, Dâmbovița, România – d. 19 octombrie 2016, București, România) a fost un om politic român, primul președinte al Partidului Național Liberal (PNL) contemporan după căderea regimului comunist și unul dintre re-fondatorii principali ai acestuia în ianuarie 1990.
A fost liderul Tineretului Universitar Național Liberal, înainte de cel de-Al Doilea Război Mondial. A studiat la Universitatea din București (UB), unde a absolvit facultatea de drept și s-a înscris la doctorat în drept constituțional. A deținut funcția de președinte al PNL din 1990 până în 1993. 
Radu Câmpeanu a candidat de două ori la Presedinția României, prima dată în 1990 (din partea PNL) și ultima dată în 1996 (din partea ANLE, acronim pentru Alianța Național Liberală Ecologistă formată din Partidul Național Liberal-Câmpeanu sau PNL-C pe scurt și Partidul Alternativa Verde-Ecologiștii sau PAV-E pe scurt).
De asemenea, a fost unul dintre vice-președinții Consiliul Provizoriu de Uniune Națională (CPUN) la începutul anilor 1990. A fost senator în două legislaturi, între 1990 și 1992, respectiv 2004 și 2008. A făcut parte din grupuri de prietenie parlamentare cu Franța, Danemarca, Slovacia și Iran, fiind membru în comisia permanentă pentru politică externă și membru în Delegația Parlamentului României la Adunarea Parlamentară a Francofoniei de asemenea. Ulterior, a deținut funcția de Președinte de Onoare al Partidului Național Liberal (PNL) până la moartea sa în 2016.

## Cariera politică
Șef al Tineretului Liberal înainte de cel de-Al Doilea Război Mondial, a fost student la Universitatea din București (UB) în decursul războiului. După război, participă la manifestațiile anti-comuniste din 24–28 februarie 1945. Ulterior, participă împreună cu liberalii, țărănistii și o parte a societății civile la ultima mare manifestație anti-comunistă de la data de 8 noiembrie din București. Arestat abuziv și ilegal de către comuniști în 1947, a fost deținut politic în perioada 1947–1956. La începutul anilor 1950, a fost deținut împreună cu Corneliu Coposu (PNȚ) în Colonia de muncă de la Capu Midia.
După eliberarea din detenție, Radu Câmpeanu a muncit în România comunistă în domeniul construcțiilor, pe șantier, la Întreprinderea Drumuri și Poduri din București, ulterior fiind „cumpărat” de familia sa, și emigrând ca exilat/refugiat politic în Franța împreună cu soția sa Monica Papadopol și cu fiul lor Barbu. La Paris a fost foarte activ în rândurile exilaților. De-a lungul perioadei în care a fost exilat în Franța, Radu Câmpeanu a fost membru al partidului Union pour la démocratie française (UDF) de centru-dreapta, partid care l-a susținut pe Valéry Giscard d'Estaing la președinția țării, având calitate de simplu membru, dat fiind faptul că la vremea respectivă era doar exilat/refugiat politic. În timpul exilului politic, Câmpeanu a fost colaborator la Radio Univers și a mai lucrat la Radio Europa Liberă precum și la British Broadcasting Corporation (BBC).
În 1990, Radu Câmpeanu a revenit în România, unde a co-reînființat Partidul Național Liberal (PNL) contemporan, al cărui președinte a fost între 1990 și 1993. În legislatura 1990–1992, a fost ales senator PNL de București. Radu Câmpeanu a fost de asemenea ales senator în legislatura 2004–2008. Radu Câmpeanu a fost candidatul PNL la funcția de președinte al României la alegerile din 1990, când a obținut 10,64 % din voturi și s-a plasat pe locul 2, după Ion Iliescu susținut de Frontul Salvării Naționale (FSN). A fost unul dintre vice-președinții Consiliul Provizoriu de Uniune Națională (CPUN).
În aprilie 1992, sub conducerea sa, PNL a decis ieșirea din Convenția Democrată Română (CDR), iar la alegerile din 1992 partidul s-a situat sub pragul electoral de 3% deoarece nu au avut nici un candidat în lista alegerilor prezidențiale. La acea vreme, Radu Câmpeanu îl propunea pe Regele Mihai drept candidat la alegerile prezidențiale, însă acesta a refuzat. Contestând decizia luată de șeful partidului, deputații și senatorii liberali grupați în Consiliul pentru Refacerea PNL au obținut la data de 28 februarie 1993 înlăturarea lui Radu Câmpeanu de la conducerea PNL. În funcția de președinte al partidului a fost ales Mircea Ionescu-Quintus. La scurt timp după, a fondat Partidul Național Liberal-Câmpeanu (PNL-C) împreună cu un grup de susținători, partid care a obținut rezultate foarte modeste în cadrul următoarelor alegeri. A candidat pentru o a doua și ultima dată la președinția României în cadrul alegerilor din 1996.
În 2003, Partidul Național Liberal-Câmpeanu (PNL-C) s-a reintegrat în Partidul Național Liberal (PNL) contemporan. În 2004, Radu Câmpeanu a redevenit parlamentar (mai precis senator) din partea alianței Dreptate și Adevăr (DA) formată din Partidul Național Liberal (PNL) și Partidul Democrat (PD). În 2008, a decis să se retragă din politica parlamentară. Ulterior, i s-a acordat funcția simbolică de Președinte de Onoare al Partidului Național Liberal (PNL) până la moartea sa în 2016.

## Familia
Fiul său, Barbu Câmpeanu, este profesor universitar în Franța.

## Publicații
- Cu gândul la țară (Editura CBC, i.e., Canadian Broadcasting Corporation, 1995), 144 pagini, ISBN: 9739693024 respectiv 9789739693028